# Pittsburgh Photographic Library
Die Pittsburgh Photographic Library (PPL) ist ein umfangreiches Fotoarchiv im Besitz der Carnegie Library of Pittsburgh. Es umfasst mehr als 50.000 Abzüge und Negative, die die Geschichte von Pittsburgh, Pennsylvania, dokumentieren. Der Kernbestand besteht aus ca. 18.000 Fotografien, die zwischen 1950 und 1953 im Rahmen eines Dokumentationsprojektes unter der Leitung von Roy Stryker entstanden sind. Dieses Projekt wurde initiiert, um die Stadt vor und während ihrer als Renaissance I bekannten Stadterneuerung zu dokumentieren.

## Geschichte
PPL wurde 1950 von der Allegheny Conference on Community Development ins Leben gerufen, einer regionalen Planungsorganisation, die 1944 gegründet wurde, um die Entwicklung von Pittsburgh zu fördern. Roy Stryker, bekannt für seine Arbeit bei der Farm Security Administration, wurde mit der Leitung des Projekts beauftragt. Er stellte ein Team professioneller Fotografen zusammen, darunter James Blair, Esther Bubley, Harold Corsini, Elliott Erwitt, Clyde Hare, Russell Lee, Sol Libsohn, Richard Saunders und Regina Fisher. Ziel war es, die Stadt vor ihrer Umgestaltung zu dokumentieren und für die nationale Öffentlichkeit positive Bilder des Fortschritts zu produzieren. Obwohl das Projekt offiziell 1953 endete, wurde es unter der Leitung von Marshall Stalley noch einige Jahre weitergeführt und schließlich Ende der 1950er Jahre eingestellt. Die Sammlung sollte ursprünglich in der Library of Congress aufbewahrt werden, wurde aber im Juni 1960 der Carnegie Library in Pittsburgh übergeben.